# Chồn hôi châu Âu
Chồn hôi châu Âu (danh pháp hai phần: Mustela putorius), còn được gọi là mèo sào chung, đen hoặc mèo rừng, chồn châu Âu, hoặc chồn hoang dã, là một loài động vật có vú trong họ Chồn, bộ Ăn thịt. Loài này được Linnaeus mô tả năm 1758. Đây là loài bản địa Tây Âu Á và Bắc Phi. Nhìn chung chúng có màu nâu sẫm, với dưới bụng nhạt màu và một tấm mặt nạ tối trên khuôn mặt. Thỉnh thoảng, các đột biến màu sắc, bao gồm bạch tạng và hắc tố cũng xảy ra. Đây là loài ít chiếm lãnh địa riêng các loài chồn khác, với những con vật cùng giới thường xuyên chia phạm vi ở. Giống như các loài chồn khác, polecat châu Âu là là loài đa thê, mặc dù mang thai xảy ra trực tiếp sau khi giao phối, không có rụng trứng kích thích. Chồn mẹ thường sinh vào đầu mùa hè với năm đến 10 bộ con, trở nên độc lập ở tuổi 2-3 tháng.

## Hình ảnh

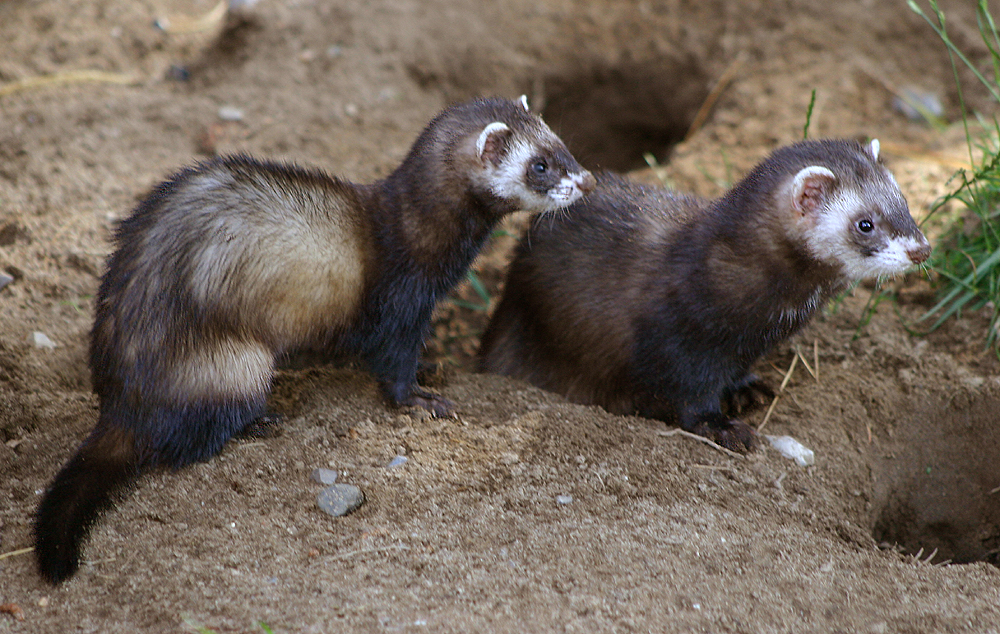
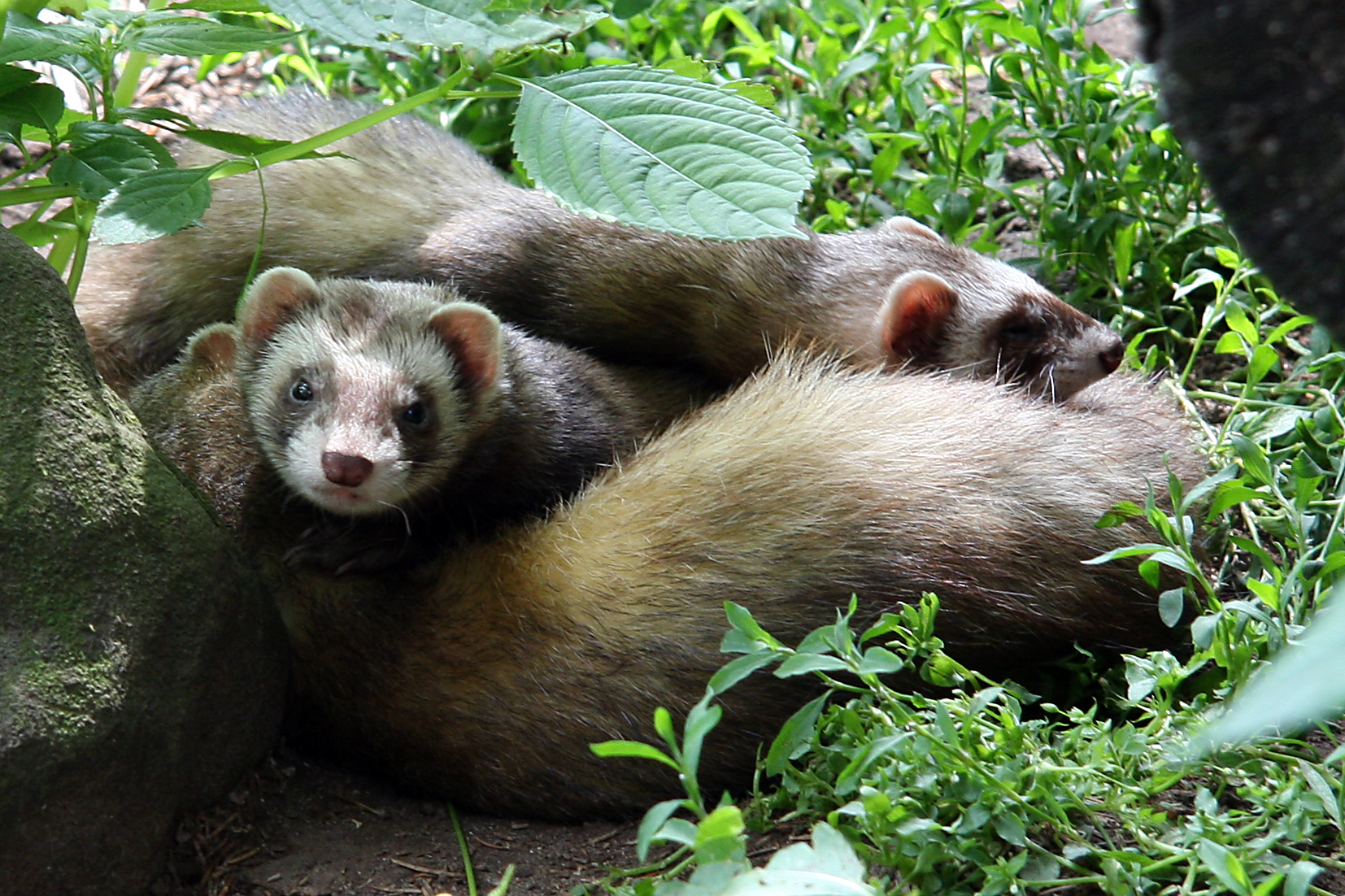
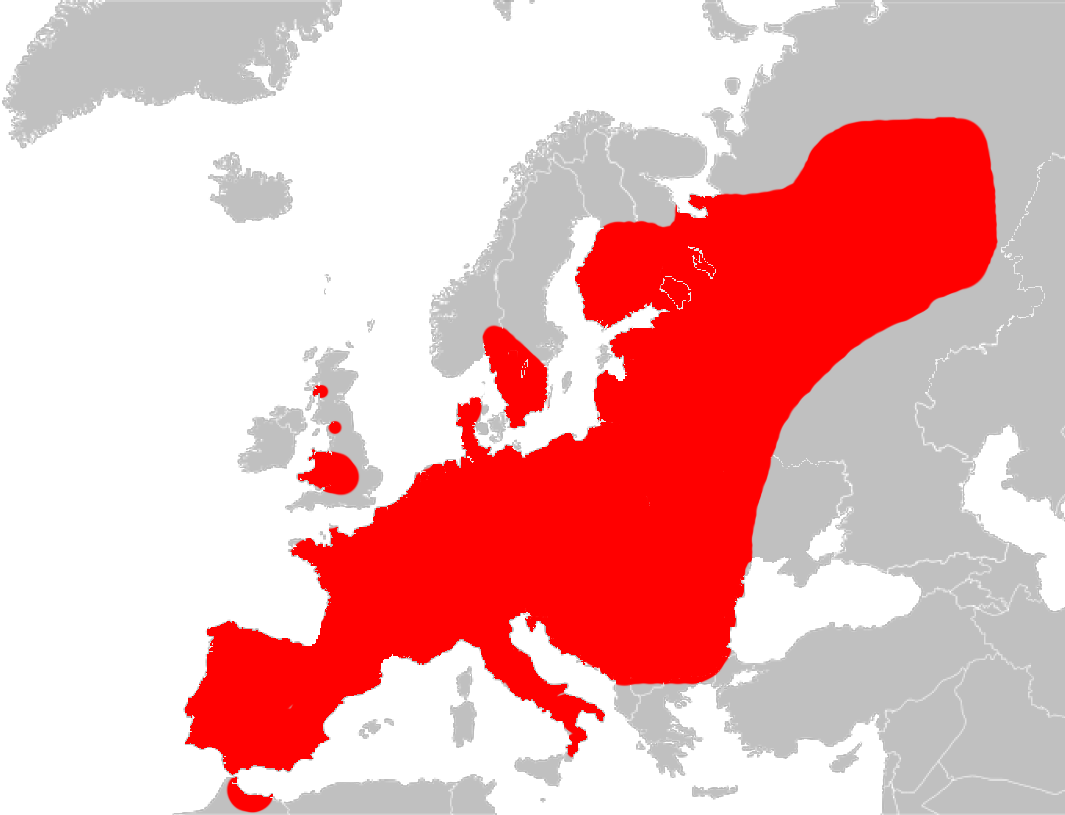
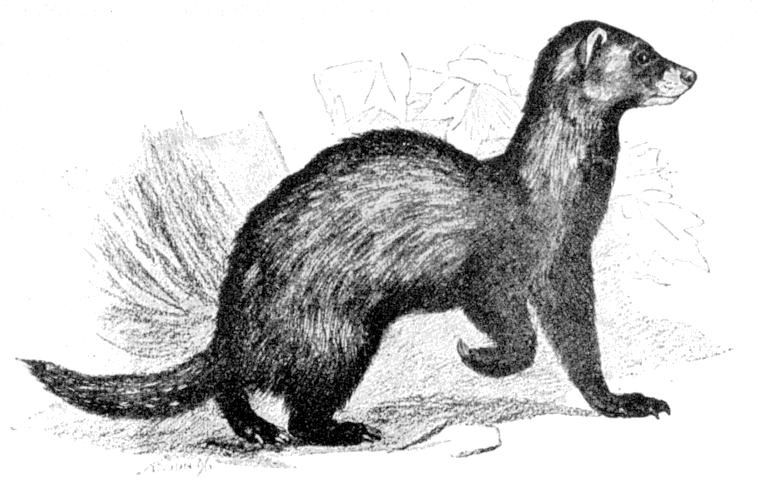